# Aldingbourne
Aldingbourne – wieś w Anglii, w hrabstwie West Sussex, w dystrykcie Arun. Leży 7 km na wschód od miasta Chichester i 84 km na południowy zachód od Londynu. W 2001 miejscowość liczyła 3612 mieszkańców.